# Capo d'Orso
Le Capo d'Orso, toponyme italien signifiant littéralement en français « cap de l'ours », est une formation rocheuse d'Italie située dans le Nord-Ouest de la Sardaigne. Par paréidolie, sa forme fait penser à celle d'un ours ou d'un éléphant grâce à sa double arche naturelle et sa proéminence en surplomb.
Il constitue le monument naturel Orso di Palau.

## Galerie

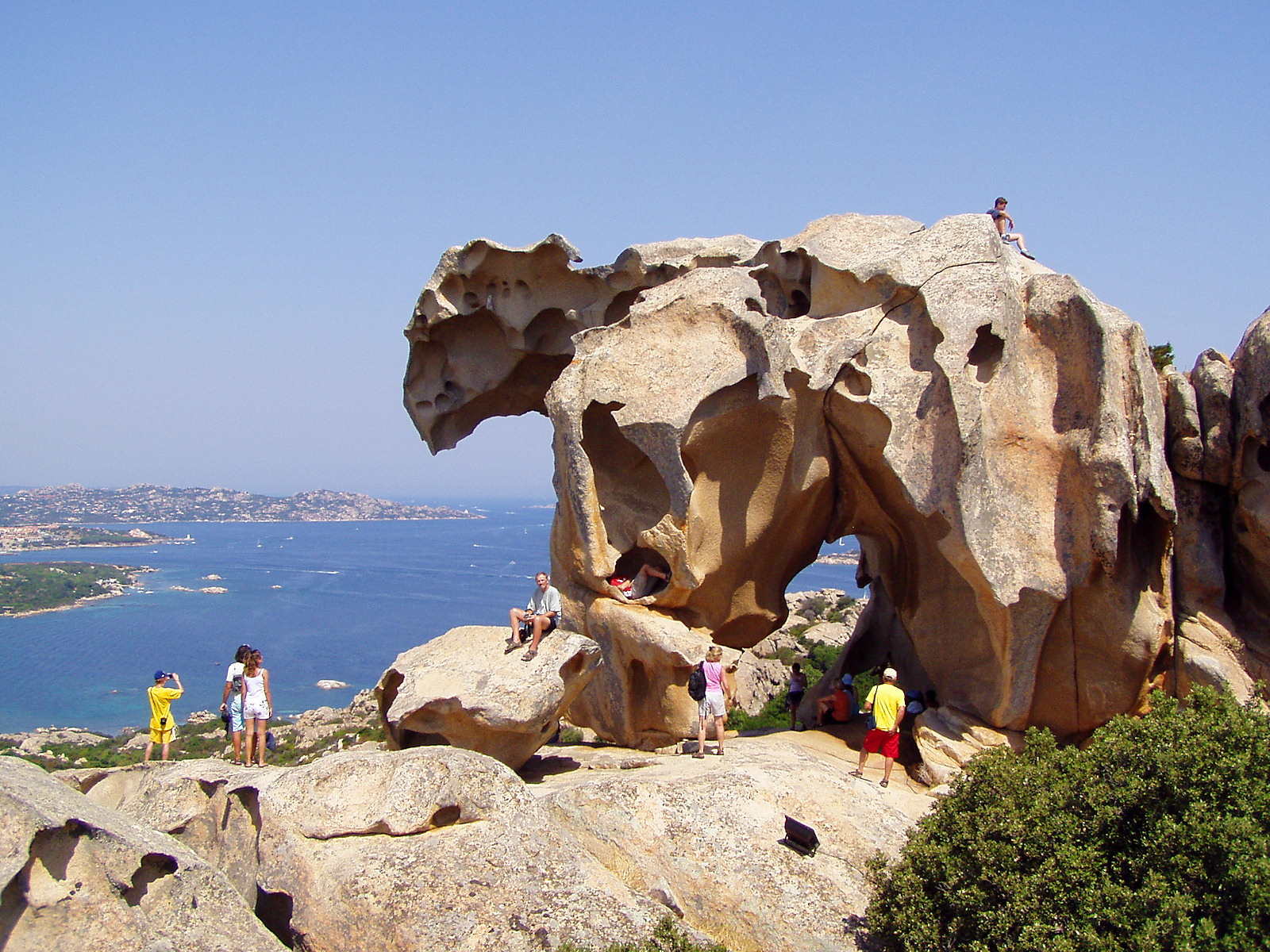
Vue latérale du Capo d'Orso avec des touristes donnant l'échelle du rocher.
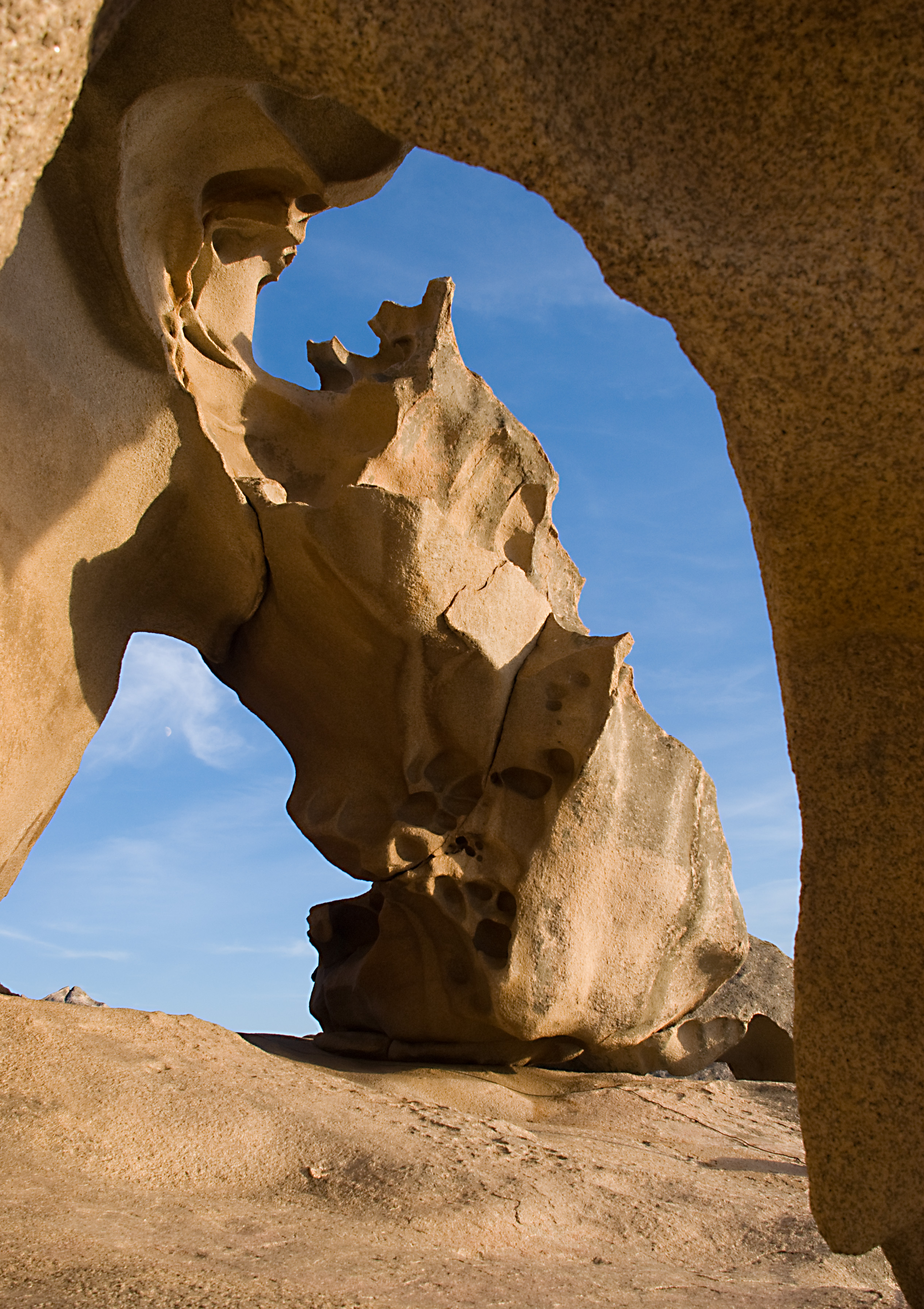
Le Capo d'Orso vu de dessous.
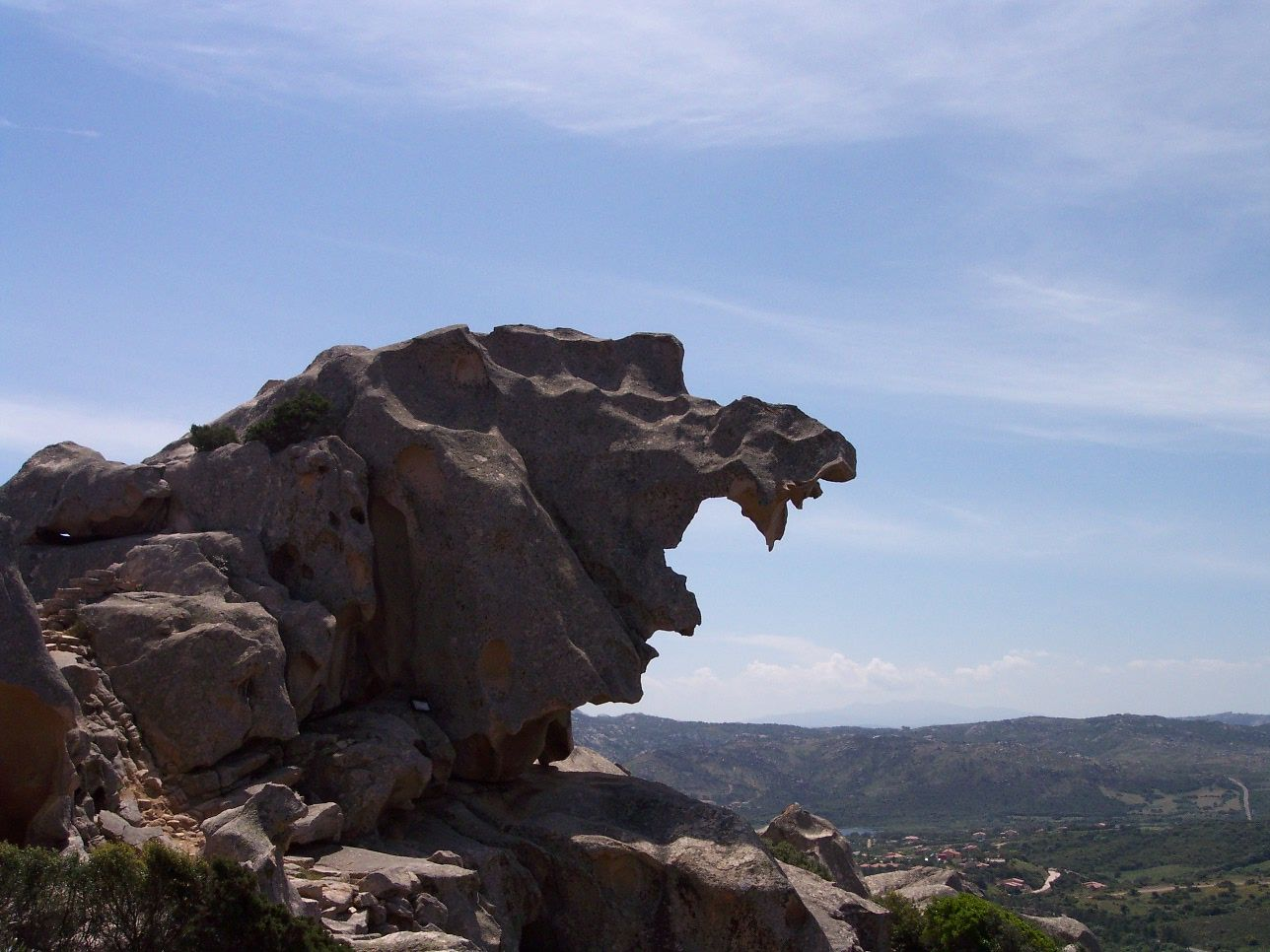
Vue du côté droit.
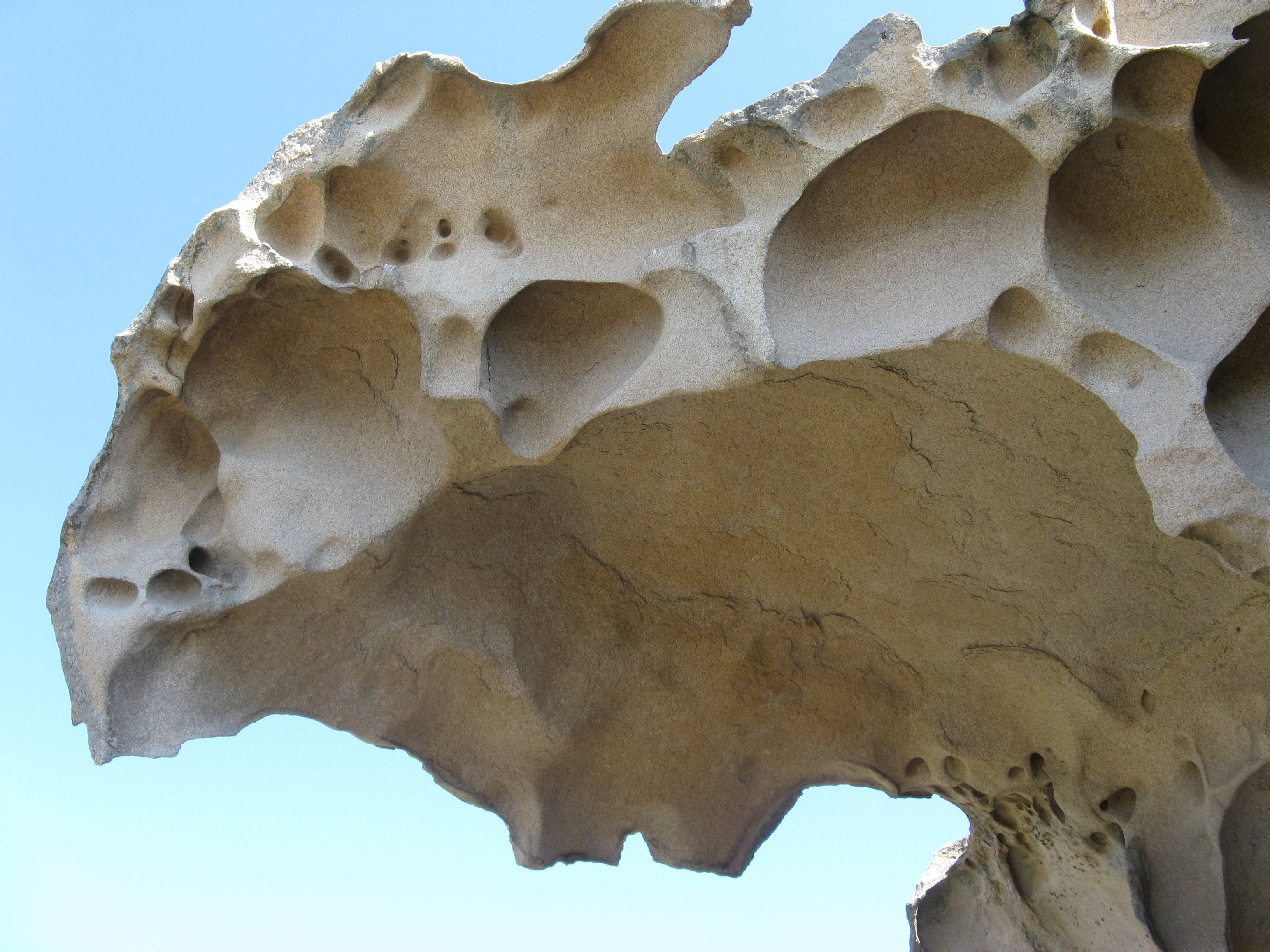
Détail du surplomb.